# Capurso

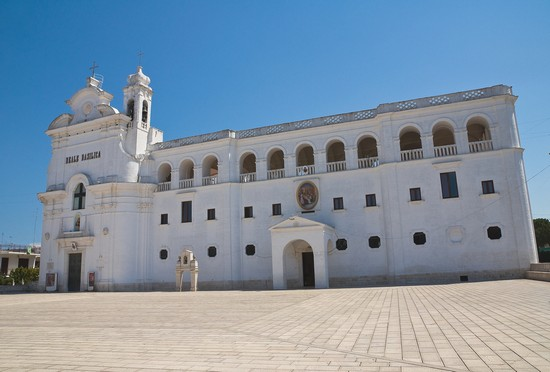

Capurso ist eine süditalienische Gemeinde (comune).

## Geografie
Capurso hat 15.174 Einwohner (Stand 31. Dezember 2023) und liegt im Einzugsbereich von Bari, etwa 10 Kilometer südöstlich davon in Apulien.

## Verkehr
Durch das Gemeindegebiet führt die Strada Statale 100 von Bari über Casamassima nach Mottola und Massafra Richtung Tarento.
Ans Schienennetz ist der Ort mit einem Bahnhof an der Bahnstrecke Bari–Martina Franca–Taranto angeschlossen.

## Gemeindepartnerschaften
- Capurso unterhält eine Partnerschaft mit dem US-amerikanischen Dorf Schiller Park im Cook County, Illinois.

## Belege
1. ↑  Bilancio demografico e popolazione residente per sesso al 31 dicembre 2023. ISTAT. (Bevölkerungsstatistiken des Istituto Nazionale di Statistica, Stand 31. Dezember 2023).